# 岩手県立杜陵高等学校
岩手県立杜陵高等学校（いわてけんりつとりょうこうとうがっこう、英語: Iwate Prefectural Toryo High School）は、岩手県盛岡市にある公立の定時制・通信制高等学校。

## 概要
1924年、日本で3校目（東北地方では初）の夜間中学校として創立した。1968年に通信制課程を新設（移管受け入れ）し、岩手県における定時制・通信制教育の中心となった。
1988年には単位制へ移行し、2009年に奥州校を創設した。
2019年までの卒業生は12,904名である。
生徒数は定時制課程普通科126名（2021年5月1日現在）、通信制課程普通科444名（2021年度）である。
定時制・通信制とも単位制（3年以上在籍、必修科目を含め74単位取得で卒業可）、2期制（春・秋入学卒業）を採用する。
定時制は3部制（午前、主に午後、夜間）での通学、通信制は自宅学習・レポート提出が中心（スクーリング・期末テスト・特別活動で通学も若干必要）となっている。
定時制・通信制とも、制服や細かな校則は無い（但し「自由には責任が伴う」としている）。
かつては遠方出身の生徒のための寄宿舎（学生寮）が設けられていた。
1976年より盛岡少年刑務所の被収容者に対する通信制教育を開始し（全国で3か所目）、2019年までに累計で218名が入学し、145名が卒業している。
2019年5月には、近隣の岩手県立中央病院への患者搬送ドクターヘリ用のヘリポートが当校敷地内に設置された。

## 校訓・教育目標
「熱意 誠意 創意」を校訓とし、「他者を尊重・敬愛し、自助の精神や継続的な向学心を持つ、心身ともに健康で、社会人として貢献ができる人材の育成」を教育目標とする。

## 沿革
- 1924年 - 10月13日に授業を開始し、10月24日に「私立盛岡夜間中学」として設立が認可（私立学校令）される。
- 1943年 - 岩手県への移管され、3月31日付で「岩手県立盛岡夜間中学校」に、11月1日付で「岩手県立杜陵中学校」に改称。
- 1948年 - 学制改革により「岩手県立杜陵高等学校」として新制高等学校へ改組。
- 1963年 - 日本放送協会学園高等学校（現在のNHK学園高等学校）が発足し、同校の協力校となる。
- 1968年 - 岩手県立盛岡第一高等学校より通信制課程を移管受け入れ[10]。
- 1969年 - 技能連携制度に絡み、通信制課程に農業科・生活科・衛生看護科を設置[11]。
- 1974年 - 通信制課程に宮古分室（岩手県立宮古高等学校内）、水沢分室（岩手県立水沢商業高等学校内）、福岡分室（岩手県立福岡高等学校内）を設置。
- 1975年 - 通信制過程福岡分室を廃止。
- 1976年 - 盛岡少年刑務所の被収容者に対する通信制教育を開始[3]。
- 1988年 - 定時制課程に単位制を導入。
- 1993年 - 定時制課程に3部制（午前・主に午後・夜間）を導入。
- 2003年 - 通信制課程の募集が普通科のみとなる（衛生看護科募集は前年で終了）[12]。
- 2009年 - 岩手県立杜陵高等学校奥州校を開校（単位制、定時制課程及び水沢分校から移行した通信制課程）。本校、奥州校とも通信制課程に2期制（春・秋入学卒業）を導入。
- 2018年 - 通信制課程宮古分室を岩手県立宮古高等学校へ移管。
- 2023年 - 3月31日、寄宿舎（若鷹寮）を閉舎[13]

## 学校行事
- 杜高大会 - 6月実施のスポーツ大会。
- 生活体験発表会 - 生徒の生活体験の発表会。
- 杜高祭・文化部発表会 - 文化祭。

## 部活動
定時制
陸上競技部、バスケットボール部、卓球部、バドミントン部、剣道部、書道部、美術・イラスト部、音楽部、文芸・囲碁将棋同好会。
美術・イラスト部生徒が、第20回・第21回全国高校版画選手権大会で本選進出（第20回は本選中止、第21回は審査員奨励賞）、第20回高校生国際美術展にて内閣総理大臣賞を受賞。
通信制
バドミントン部、陸上競技部、軟式テニス部、卓球部、音楽部、美術部、囲碁将棋部、家庭部、読書文芸部など。

## アクセス
この項目の出典
| 鉄道事業者・路線                                                           | 最寄り駅 | 徒歩所要時間 |
| -------------------------------------------------------------------------- | -------- | ------------ |
| JR東北新幹線・東北本線・田沢湖線・山田線 IGRいわて銀河鉄道いわて銀河鉄道線 | 盛岡駅   | 25分         |
| JR山田線                                                                   | 上盛岡駅 | 10分         |

| 運行事業者   | 乗車ターミナル・のりば | 路線・系統                               | 下車停留所              |
| ------------ | ---------------------- | ---------------------------------------- | ----------------------- |
| 岩手県交通   | 盛岡駅東口12番乗り場   | 県立中央病院循環線                       | 県立中央病院前、徒歩2分 |
| 岩手県交通   | 盛岡駅東口11番乗り場   | 307/334/311                              | ｢一高前｣、徒歩5分。     |
| 岩手県北バス | 盛岡駅西口25番乗り場   | ｢E01 厨川駅」行き・｢E03 厨川駅西口」行き | ｢一高前｣、徒歩5分。     |

## 関連文献
- 校誌刊行事業協賛会 編『岩手県立杜陵高等学校 校誌』岩手県立杜陵高等学校、1982年2月。
- 創立70周年校史編集委員会 編『飛翔杜陵 岩手県立杜陵高等学校七十年史』岩手県立杜陵高等学校、1995年12月。
- 創立80周年記念誌編纂班 編『創 岩手県立杜陵高等学校創立80周年記念誌』岩手県立杜陵高等学校、2005年3月。
- 創立90周年記念事業協賛会校誌編纂班 編『新しい道へ 岩手県立杜陵高等学校創立90周年記念誌 杜高90周年 1924-2014』岩手県立杜陵高等学校、2015年3月。